# Browning wz. 1928
O Browning wz. 1928 é um derivado polonês do M1918 Browning Automatic Rifle. Foi usado como metralhadora leve pelas forças armadas e pela resistência polonesa durante a Segunda Guerra Mundial.
Escolhido após uma competição entre armas semelhantes, o projeto do BAR foi modificado pela FN Herstal para atender aos requisitos poloneses e, posteriormente, produzido sob licença pela Państwowa Fabryka Karabinów.

## História
Depois que a Polônia recuperou sua independência em 1918, o Exército Polonês foi equipado com todos os tipos de metralhadoras herdadas das forças armadas dos separatistas, juntamente com equipamentos dos exércitos francês e britânico que equiparam o Exército Azul durante a Primeira Guerra Mundial. A grande variedade de metralhadoras leves usadas, bem como o fato de cada uma delas usar um calibre diferente, tornou o treinamento e a logística das tropas uma tarefa difícil.

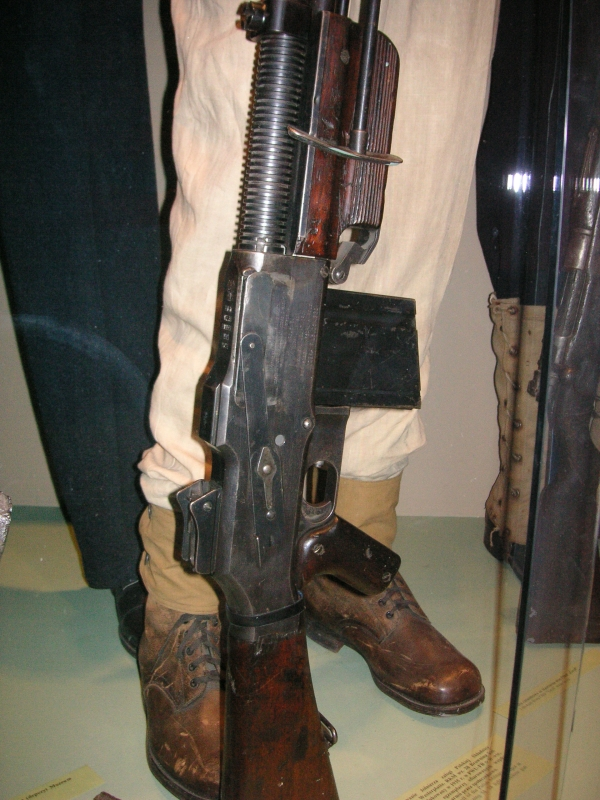
Mecanismo de disparo

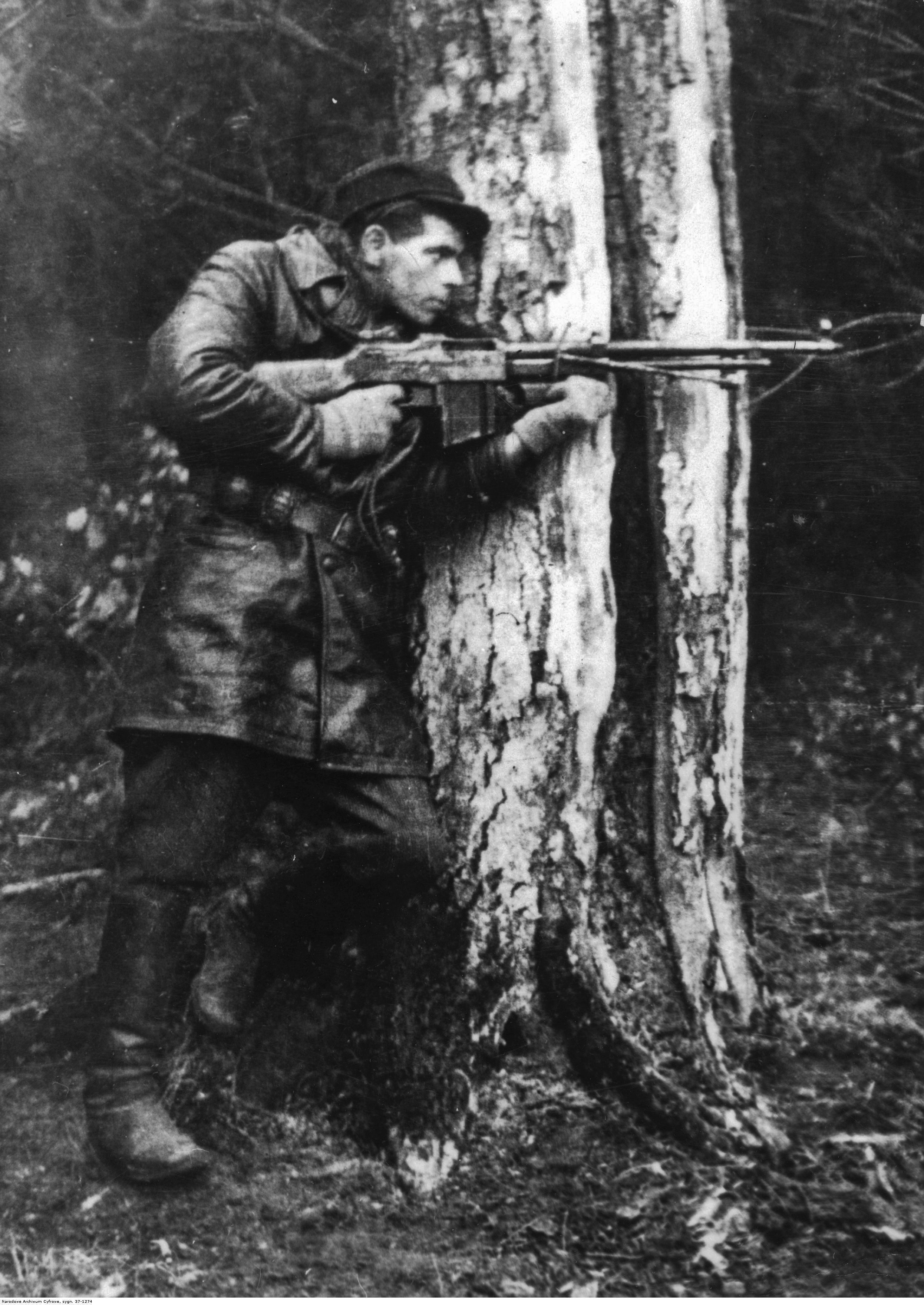
Guerrilheiro polonês da unidade Jędrusie do Exército Nacional com wz. 1928

Após a Guerra Polaco-Soviética, em 1923, foi aberto um concurso para uma nova metralhadora leve padrão para o exército polonês, que substituiria todos os tipos de metralhadora leve usados anteriormente. O concurso terminou sem vencedor e, no ano seguinte, o Ministério da Guerra polonês adquiriu 12 exemplares das metralhadoras leves Browning M1918, Lewis ("Lewis wz. 1923") e Hotchkiss M1909 Benét-Mercié. Testes comprovaram a superioridade da produção americana e, durante o concurso de 1925, uma Browning belga de fabricação FN foi escolhida. Embora testes extensivos tenham continuado, o exército polonês encomendou uma série de metralhadoras BAR de fabricação belga, modificadas para melhor atender às necessidades polonesas. As modificações incluíram a troca do cartucho de .30-06 Springfield para o padrão polonês 7,92×57mm Mauser, a produção de um bipé e montagem, e as miras de ferro. O cano foi alongado para maior precisão e um punho de pistola foi adicionado para facilitar a mira. Além das 10.000 peças encomendadas à Fabrique Nationale, a Polônia também adquiriu uma licença para produzir a arma internamente. As primeiras metralhadoras leves wz. 28 foram oficialmente comissionadas em 1927 e receberam a designação oficial de 7,92 mm rkm Browning wz. 1928, que em polonês significa "metralhadora portátil Browning 7,92 mm modelo 1928".

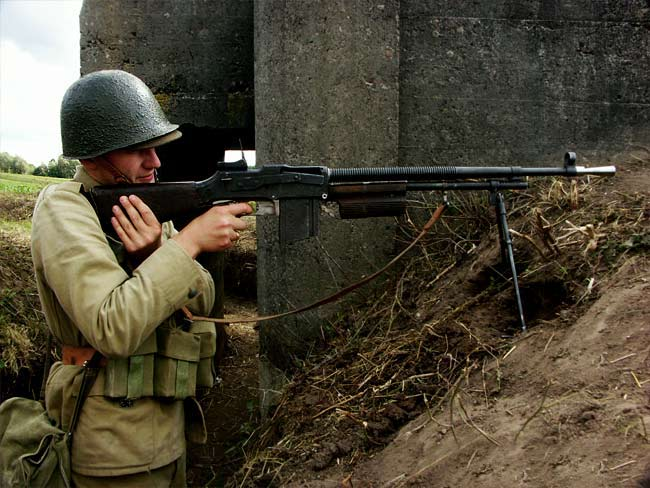
Um reencenador polonês posando com a wz. 1928 e o uniforme da época.

Devido a falhas graves na documentação da licença adquirida na Bélgica, a produção na Polônia só foi iniciada em 1930. Até 1939, aproximadamente 14.000 unidades foram fabricadas. Modificações adicionais foram introduzidas durante a produção. Entre elas, a substituição da mira de ferro por uma versão menor e a remodelação da coronha para um formato de "cauda de peixe". Houve também extensos trabalhos em canos de reposição para a arma, que, no entanto, nunca foram concluídos devido à eclosão da Segunda Guerra Mundial.
Durante a invasão da Polônia em 1939, a metralhadora leve wz. 28 era a metralhadora leve padrão usada por quase todas as unidades de infantaria e cavalaria polonesas. A Wehrmacht capturou diversas metralhadoras Browning de fabricação polonesa e as utilizaram até o final da Segunda Guerra Mundial sob a designação de lMG 28 (p). Algumas delas também foram apreendidas pelo Exército Vermelho e utilizadas durante a guerra.

## Variantes
A wz. 28 foi a base para o desenvolvimento de uma metralhadora aérea flexível, designada karabin maszynowy observewatora wz. 37, usada principalmente nos bombardeiros PZL P.37.

## Operadores
- República da China: Fornecida em pequenas quantidades pela União Soviética em 1940
- Reino da Grécia
- Alemanha Nazista: Capturada em 1939
- Polónia
- União Soviética: Capturada em 1939
- República Espanhola: Comprada para a Guerra Civil Espanhola
- Espanha Franquista: Capturada dos republicanos